# Adolf Brütt
Adolf Brütt, né le 10 mai 1855 à Husum et mort le 6 novembre 1939 à Bad Berka, est un sculpteur allemand, particulièrement prisé à l'époque wilhelminienne. C'est le fondateur de l'école de sculpture de Weimar (de), ouverte le 1er novembre 1905.

## Biographie

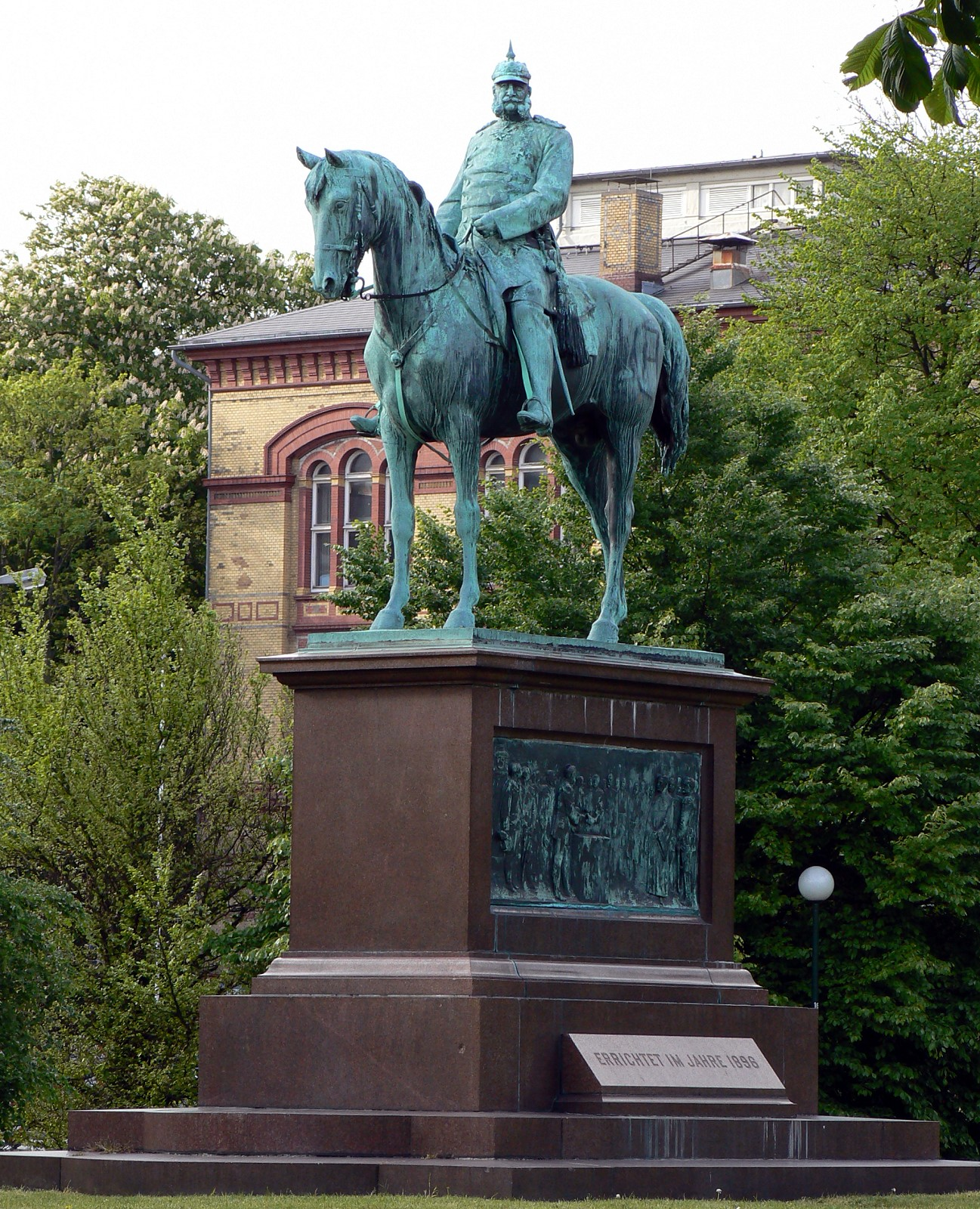
Statue équestre de l'empereur Guillaume Ier à Kiel

Brütt étudie d'abord à Kiel, puis reçoit une bourse à l'académie des arts de Berlin, dont il termine les cours en 1878. Il est élève de Leopold Rau (1847-1880), époque à laquelle il crée un Frédéric Nietzsche, puis il travaille dans l'atelier munichois de Karl Begas. Il travaille et vit à Berlin de 1883 à 1905. Il se marie en 1883 et ouvre la même année son atelier dans la capitale de l'Empire allemand. Il atteint rapidement une renommée internationale, avec ses sculptures, comme Le Pêcheur (1887), Ève (1889), La Danse du sabre (1891-1893). Il reçoit une médaille d'or à l'Exposition universelle de Paris de 1900.
Adolf Brütt est l'un des fondateurs de la Sécession de Munich. Il est l'auteur de deux monuments de l'allée de la Victoire à Berlin, aujourd'hui disparue, le monument d'Othon le Paresseux et celui de Frédéric-Guillaume II, et d'un troisième placé dans cette même allée, plus tard, en 1903 dédié à Frédéric III.
Il reçoit le titre de professeur et devient membre de l'Académie des arts de Prusse, et enfin sénateur.
Il a eu pour élèves Gottlieb Elster (de), Bernhard Sopher (de), Josef Heise (de)...

## Quelques œuvres

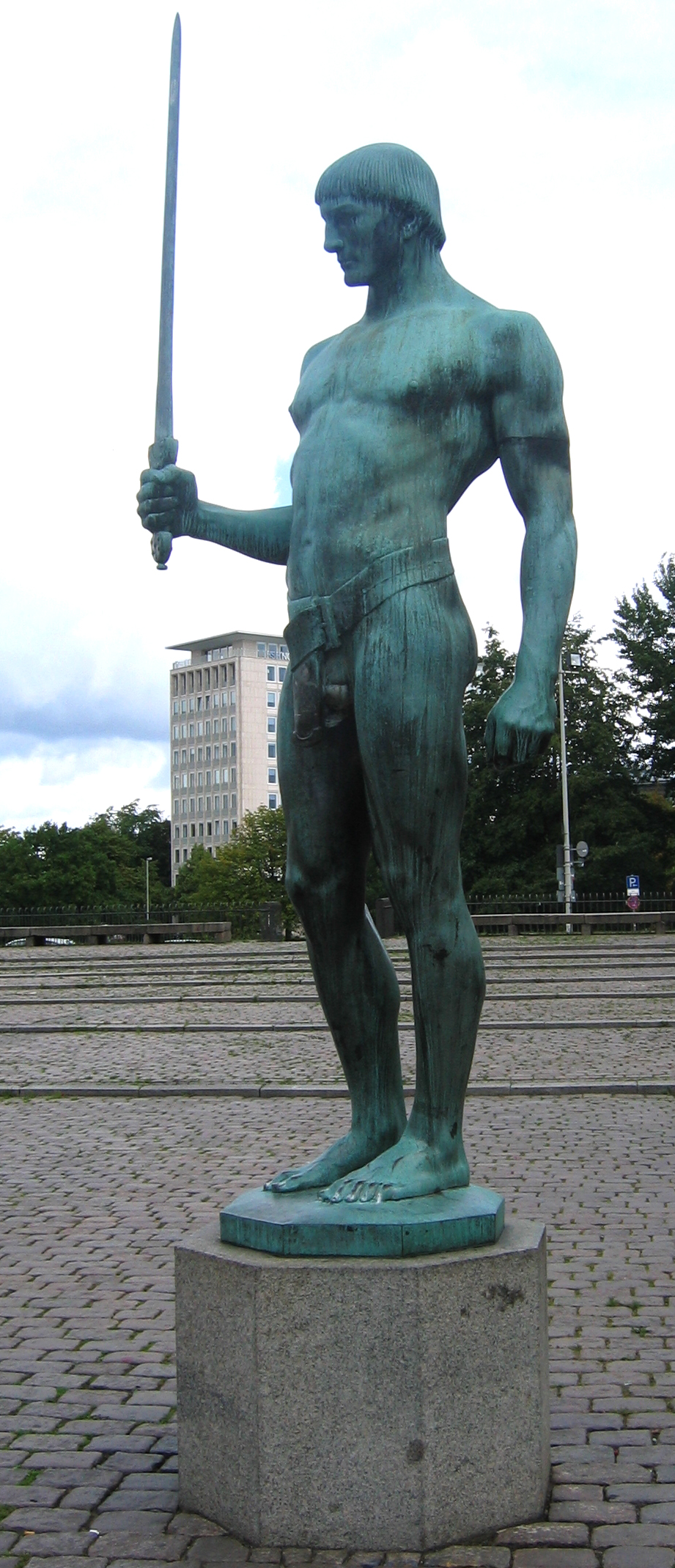
Le porteur d'épée, devant l'hôtel de ville de Kiel

- 1887, Le Pêcheur, bronze, 187 cm, Berlin, devant la Alte Nationalgalerie
- 1888, Pryné, statuette de bronze, 52 cm, Husum, Nissenhaus
- 1889, Ève, bronze, 196 cm, Schelswig, Landesmuseum
- 1890, L'Officier marinier, Kiel
- 1894, La Pêche, marbre, 220 cm, Berlin, Rote Rathaus
- 1896, La Danseuse du sabre, bronze, 206 cm, Kiel, hôtel de ville
- 1896, Statue équestre de Guillaume Ier, bronze, 300 cm, Kiel, Schloßgarten
- 1898, Bismarck, Bronze, 300 cm, Hambourg-Altona, Königstraße
- 1899, groupe n° 12 de l'allée de la Victoire de Berlin, consacré à Othon V le Paresseux, marbre, fragments à la citadelle de Spandau, actuellement
- 1900, groupe n° 29 de l'allée de la Victoire de Berlin, consacré au roi Frédéric-Guillaume II de Prusse, idem
- 1900, L'Apôtre Saint Thomas et l'Apôtre saint Jacques, grès, 500 cm, Berlin, cathédrale
- 1901, Statue de Bismarck, Ascheffel
- 1903, groupe n° 33 de l'allée de la Victoire de Berlin, consacré à l'empereur allemand Frédéric III, idem
- 1903, Le Général von Wrangel, bronze, 300 cm, Flensbourg, Stadtpark
- 1904, Le Prince Guillaume de Prusse, marbre, 250 cm, Berlin, Kleine-Luise Insel
- 1907, La Nuit, marbre, 200 cm, Weimar, Kunstschule
- 1909, Theodor Mommsen, marbre, 250 cm, cour d'honneur de l'université Humboldt de Berlin
- 1912, Le Porteur d'épée, bronze, 3300 cm, Kiel, Rathausmarkt